# MNCTV
MNCTV (anciennement connu sous le nom TPI) est un réseau de chaînes télévisées indonésiennes basé à Jakarta. Fondé en 1990 sous le nom Televisi Pendidikan Indonesia (TPI) par le groupe public TVRI. Elle a été rachetée en 2006 par MNC et renommée en 2010 MNCTV.

## Histoire

### Depuis 2010: MNCTV
Le 22 août 2011, MD Entertainment, l'un des principaux studios de productions télévisuels indonésien, achète 25% de MNCTV permettant de diffuser des soap operas produit par MD sur la chaîne

### Idents de station
TPI:
1991–1997: Animation du drapeau indonésien avec le mot TPI et la carte de l'Indonésie, montrant le mot "TELEVISI PENDIDIKAN INDONESIA".
1992–1995: miniatures dorées d'Indonésie (telles que Monas, Borobudur, etc.) et se termine par le logo TPI et le drapeau indonésien avec des cartes et le mot "TELEVISI PENDIDIKAN INDONESIA" avec un satellite, utilisé jusqu'en 1995.
1997–1999: Des enfants font du vélo dans la rue, puis coupent une femme et des danseurs traditionnels dans le nuage, puis la femme et les hommes descendent des escaliers des portes vêtus de vêtements folkloriques, et l'homme lit le journal; avec une animation de tournesol, et s'est terminée par le logo Televisi Keluarga Indonesia avec le logo d'entreprise TPI.
1999-2000: 
- Version Kerontchong - Les musiciens jouent dans le nuage, l'œil de tournesol, les deux femmes dansent, la femme joue de la harpe dans le nuage et les danses folkloriques derrière le temple de Borobudur, puis voit à nouveau la femme jouer de la harpe, la femme apprend à faire du batik, du folk et des musiciens d'orchestre jouant des instruments de musique, la fin était les yeux avec le tournesol, et se termine également avec le logo Televisi Keluarga Indonesia utilisé sans le logo TPI 1991-2002.
- Version Tambour Sundanaise - Les danses folkloriques des femmes de Cikampek avec de nombreux tournesols et le groupe de musique folklorique sundanaise accompagnent puis les enfants chevauchent le lion asiatique orchestré par tous les hommes puis le groupe folklorique à la fois et les danses des femmes seront là et le tambour folklorique apparaîtra puis les enfants iront au paradis dans les montagnes Garut et fermeront avec l'œil et le tournesol avec le logo Televisi Keluarga Indonesia utilisé sans le logo TPI 1991-2002.
- Version Degoung Balinaise - Tous les hommes balinais dansent sur les danses du Seigneur balinais, puis le groupe traditionnel balinais apparaît et les femmes balinaises dansent, puis les danses traditionnelles masculines balinaises dans le lac Bratan, puis les danses creuses balinaises dans le temple balinais se terminent par l'œil et le tournesol et le logo de TPI avec la devise « Televisi Keluarga Indonesia » sans logo d'entreprise TPI (1991-2002)
- Version traditionnelle de Kalimantan - Les feuilles vertes Les humains dansent avec le masque traditionnel de Bornéo dans la maison folklorique et les hommes joueront du luth de Bornéo (Sape), puis la danse des femmes de Bornéo apparaîtra dans le ciel, puis les hommes joueront du luth et de la danse du Gong de Dayak et les dames danseront à nouveau pour réapparaître puis se termineront par l'œil avec le tournesol, puis le logo avec la devise « Televisi Keluarga Indonesia » sans le logo d'entreprise du TPI (1991-2002).

2002–2006: Commence par l'animation de trois globes de couleur dorée et de signaux de couleur bleue pour devenir un globe bleu, puis la lumière bleue a été montrée et s'est terminée par le nouveau logo TPI.
2006–2010: Un autre nouvel ident a une animation de trois faisceaux en bleu, vert et rouge; et le dessin du titre du logo, et s'est terminé par le logo TPI et son slogan, "Makin asyik aja". Cela a été de courte durée, jusqu'à ce qu'il soit changé à nouveau en 2007. Cependant, il est plus complexe en utilisant une animation d'effet de fleurs et de particules dorées, et il se termine par la lumière du soleil en arrière-plan. Le slogan a été changé en "Makin Indonesia, Makin Asyik Aja".
MNCTV:
2010–2012: Animation d'une fleur faite par des verres et deux poutres colorées en rouge et bleu, et se termine par le logo MNCTV et le slogan "Selalu di hati". Une autre version apparaît, comme le photographe prend une photo de deux filles.